# فرودگاه نیروی هوایی سلطنتی تووین‌وود فارم
فرودگاه نیروی هوایی سلطنتی تووین‌وود فارم (به انگلیسی: RAF Twinwood Farm) یک فرودگاه نظامی است . این فرودگاه در کشور ایالات متحده آمریکا قرار دارد و در ارتفاع ۸۰ متری از سطح دریا واقع شده است.